# Acrotona picescens
Acrotona picescens är en skalbaggsart som beskrevs av Notman 1920. Acrotona picescens ingår i släktet Acrotona och familjen kortvingar. Inga underarter finns listade i Catalogue of Life.